# Archidiecezja Fortaleza
Archidiecezja Fortaleza (łac. Archidioecesis Fortalexiensis) – archidiecezja Kościoła rzymskokatolickiego w Brazylii. Należy do metropolii Fortaleza, wchodzi w skład regionu kościelnego Nordeste I. Została erygowana przez papieża Piusa IX bullą Pro animarum salute w dniu 6 czerwca 1854.
10 listopada 1915 papież Benedykt XV utworzył metropolię Fortaleza podnosząc diecezję do rangi archidiecezji.